# Tabataba
Tabataba is een Malagassische film uit 1988. De film werd geregisseerd door Raymond Rajaonarivelo en ging in première op 19 mei 1988 op het Filmfestival van Cannes. De film is gebaseerd op het waargebeurde verhaal van de Malagassische Opstand.

## Synopsis
Een vreemdeling arriveert in een dorp. Hij is een vertegenwoordiger van de Mouvement Democratique de la Renovation Malgache (MDRM), een Malagassische politieke partij opgericht in 1946 als reactie op het feit dat Madagaskar een Frans overzees gebied geworden was. MDRM wil volledige Malagassische onafhankelijkheid. De leraar uit het dorp, Raomby, verwelkomt de vreemdeling. Aan de dorpelingen wordt verteld dat ze nu vrij zijn en het recht hebben om te stemmen. Hij moedigt hen aan om te stemmen voor de MDRM zodat Madagaskar de volledige onafhankelijkheid kan verkrijgen. Sommige dorpelingen geloven echter niet dat de Franse koloniale ambtenaren hen het land zo gemakkelijk gaan teruggeven en ze voorspellen dat ze het alleen kunnen terugwinnen in een strijd. Raomby en de vertegenwoordiger menen echter dat geweld niet nodig zal zijn. Een van de dorpelingen die geweld wel noodzakelijk acht, is de jonge Lehidy, wiens vader gestorven is omdat hij zich verzette tegen de Fransen. Het is door de ogen van zijn jongere broertje Solo, dat het verhaal zich vooral afspeelt. Bakanga is de dorpsoudste die doorheen het ganse verhaal in een stoel van Lodewijk XVI zit, die ze naar eigen zeggen heeft gekregen van een koloniale generaal. Ze geeft advies aan voorbijgangers, zoals Lehidy, wie ze afraadt om in conflict te treden met de Fransen. Wanneer er wordt verteld dat indien de Fransen het dorp binnenvallen, de inwoners naar het bos kunnen vluchten en ze hun daar kunnen verschuilen, waarschuwt ze dat de mensen zullen verhongeren, een voorbode van latere gebeurtenissen. Wanneer enkele Franse koloniale ambtenaren in het dorp aankomen om verkiezingen te organiseren, begint het duidelijk te worden dat communicatie tussen de Malagassiërs en de Fransen zeer moeilijk verloopt. Wanneer Raomby ziet dat MDRM niet op het stemformulier staat en vraagt waarom, krijgt hij te horen dat MDRM verboden en dat ze beschouwd worden als een opstandige partij. Hierop weigert Raomby te stemmen en loopt hij weg, waarna hij gearresteerd wordt door de koloniale autoriteiten. Lehidy en andere dorpelingen zien dit als een teken om de wapens om te nemen. Ze proberen Raomby te bevrijden uit de gevangenis maar het loopt verkeerd en Raomby sterft. Lehidy en zijn kameraden vluchten weg uit het dorp. Lehidy verzekert zijn broertje Solo dat hij zal terugkeren met Amerikaanse wapens. De dorpelingen vernemen dat de opstand zich aan het verspreiden is over het hele land door middel van verschillende dubieuze bronnen, waaronder enkele posters die aanspoelen aan de kust. Deze berichten vertellen hen dat hun kant aan het winnen is. Aan Solo wordt verteld dat zijn broer een generaal geworden is. Wanneer Solo echter ziet dat Senegalese Tirailleurs (koloniale infanteristen in dienst van de Fransen), waarschuwt hij de rest van de dorpelingen, waarna iedereen het bos in vlucht, die in het centrum van het dorp op haar stoel blijft zitten tot de infanteristen en hun Franse commandant in het dorp aankomen en haar doden. Ze achtervolgen de dorpelingen niet het bos in maar ze wachten tot ze zelf terugkomen door hun honger. Solo en zijn moeder vinden moeilijk voedsel en onderdak. Solo wordt zo ziek van ondervoeding dat hij begint te hallucineren over vruchten. Uiteindelijk keren hij en zijn moeder terug naar het dorp, waarna ze ontdekken er rantsoenen worden verstrekt door de Franse koloniale troepen. Solo hoopt nog steeds dat Lehidy zal terugkeren met Amerikaanse wapens, maar wanneer de overgebleven opstandelingen worden ingerekend sterft die hoop. Solo en zijn moeder vernemen dat Lehidy gedood werd en dat hun dorpsgenoten een revolutie probeerden te leiden met houten geweren. Na het platbranden van Raomby's huis, verlaten de Franse troepen het dorp.

## Spelers
| Acteur              | Personage      |
| ------------------- | -------------- |
| Philippe Nahoun     | de kapitein    |
| François Botozandry | Solo           |
| Lucien Dadakisy     | Lehidy         |
| Soatody             | Harando        |
| Soavelo             | Bakanga        |
| Rasoa               | Ndriky         |
| Jacky Guégan        | de kantonchef  |
| Tsimba Tsilavo      | het kamphulpje |
| Philibert Wang      | Mahandry       |
| Juliette            | Velo           |
| Julienne            | Rahiny         |
| Benja               | Takarivo       |
| Gilbert             | Daba           |
| Rakotoson           | Raomby         |
| Lemmy Jean Ralaivao | Rakotoson      |

## Prijzen en nominaties
- Speciale vermelding op het Internationaal filmfestival van Taormina

## Trivia
Het grootste deel van de cast bestond uit inwoners van het dorp Maromena, waar de film zich ook afspeelt.